# Skolin
Skolin est une localité polonaise de la gmina de Wielkie Oczy, située dans le powiat de Lubaczów en voïvodie des Basses-Carpates.